# Gymnachirus texae
Gymnachirus texae är en fiskart som först beskrevs av Gunter, 1936.  Gymnachirus texae ingår i släktet Gymnachirus och familjen Achiridae. Inga underarter finns listade i Catalogue of Life.